# Drums of Fu Manchu
Drums of Fu Manchu é um seriado estadunidense de 1940 produzido pela Republic Pictures em 15 capítulos, vagamente baseado no romance de Sax Rohmer, estrelando Henry Brandon, William Royle e Robert Kellard. Foi dirigido por William Witney e John English e é considerado por muitos como o melhor seriado já produzido.

## Sinopse
Fu Manchu lidera uma organização secreta, que busca conquistar o mundo, iniciando uma guerra na Ásia, e para isso tenta encontrar o cetro perdido de Genghis Khan, ajudado por sua filha Fah Lo Suee. Allan Parker, um jovem estadunidense, filho de um arqueólogo assassinado por Fu Manchu, une-se com o britânico Sir Nayland Smith, na tentativa de vencer a organização maléfica.

## Elenco
- Henry Brandon .... Fu Manchu
- William Royle .... Sir Denis Nayland Smith
- Robert Kellard .... Allan Parker
- Gloria Franklin .... Fah Lo Suee
- Olaf Hytten .... Dr. Flinders Petrie
- Tom Chatterton .... Professor Edward Randolph
- Luana Walters .... Mary Randolph
- John Merton .... Loki
- Dwight Frye .... Professor Anderson
- Lal Chand Mehra .... Sirdar Prahni

## Produção
Drums of Fu Manchu foi orçado em $164,052, mas seu custo final foi $166,312 dólares. Foi o mais caro seriado da Republic em 1940, embora esse ano tenha sido o primeiro em que os gastos gerais da República com a produção de seriados foi menor do que no ano anterior. A Republic gastou $597,528 na produção de seriados em 1940, comparados aos $648,064 dólares gastos em 1939 (esse total não foi ultrapassado até 1944, em que o gasto foi $782,204 dólares). O estúdio produzia quatro seriados em cada ano, dois com 12 e dois com 15 capítulos.
As filmagens foram entre 22 de dezembro de 1939 e 7 de fevereiro de 1940, o mais longo período gasto pela Republic com um seriado, e foi a produção nº 995.
Os diretores Witney e John English trabalharam com o fotógrafo William nobles no sentido de salientar os elementos de mistério na trama. O uso de sombras foi feito com "a mais feérica iluminação possível caindo sobre Fu Manchu".

## Lançamento

### Cinemas
A data de lançamento oficial de Drums of Fu Manchu' é 15 de março de 1940, apesar de, atualmente, essa ser considerada a data da liberação do sétimo capítulo.
Uma versão editada com 69 minutos foi criada e lançada em 27 de novembro de 1943, sob os títulos Fu Manchu e Fu Manchu Strikes. Esse foi um dos 14 seriados da Republic transformado em filme. Essa versão mudou o final do filme, e Fu Manchu escapa e no final morre no acidente de carro. Uma mudança semelhante foi feita na versão do seriado Shadow of Chinatown, da Victory Pictures.

## Crítica
Harmon e Glut relacionam Drums of Fu Manchu como um dos melhores seriados da Republic.
Brandon como Fu Manchu is, na opinião de Cline, "uma performance solitária".
Hans J. Wollstein, escrevendo para o Allmovie, defende que Drums of Du Fu Manchu é "um dos maiores" seriados da Republic. Ele, no entanto, nota erros como o erro de ortografia de "Gengis Khan" e Fu Manchu referindo-se a Mary Randolph como "Miss Parker", mas considera-os parte do charme da série. Em termos de atuação, Brandon é um "demônio irresistível e estranhamente sem idade", enquanto Kellard é "competente como o herói de ação". A Witney e English é oferecido o louvor usual para o seu trabalho.
Esse é um dos dois seriados de 15 capítulos da Republic em 1940. O outro foi Mysterious Doctor Satan. Seguindo essa norma entre 1938-1944, a Republic também realizou dois seriados de 12 capítulos nesse ano, Adventures of Red Ryder e King of the Royal Mounted.

## Capítulos
1. Fu Manchu Strikes (29min 18s)
2. The Monster (17min 39s)
3. Ransom in the Sky (17min 38s)
4. The Pendulum of Doom (16min 49s)
5. The House of Terror (17min 23s)
6. Death Dials a Number (17min 43s)
7. Vengeance of the Si Fan (18min 15s)
8. Danger Trail (16min 48s)
9. The Crystal of Death (16min 54s)
10. Drums of Death (17min 11s)
11. The Tomb of Genghis Khan (16min 59s)
12. Fire of Vengeance (16min 39s)
13. The Devil's Tattoo (16min 47s)
14. Satan's Surgeon (16min 40s)
15. Revolt! (16min 45s)

Fonte: